# Поколко
Поколко — пресноводное озеро в Таймырском Долгано-Ненецком районе Красноярском крае России, в правобережье нижнего течения реки Енисей, северо-восточнее озера Сиговое.

## Общие сведения
Имеет форму креста. Высота над уровнем моря — 71 м. Площадь озера — 22,3 км², водосборная площадь — 310 км². Общая длина с запада на восток составляет около 17 км, с юга на север — 10,2 км, при этом ширина не превышает 1,4 км в центральной части.

## Описание
На юго-востоке впадает река Ветка, с которой протокой сообщается соседнее озеро Туручедо. На севере вытекает река Большая Авамская, впадающая в Енисей. Три небольших острова в западном рукаве, один небольшой в северном и один крупный — в южном. Берега пологие, покрытые тундровой растительностью и кустарником. Множество мелких озёр в окрестности. Населённые пункты на озере отсутствуют.